# Bắc Ninh (Provinz)
Koordinaten: 21° 5′ N, 106° 10′ O

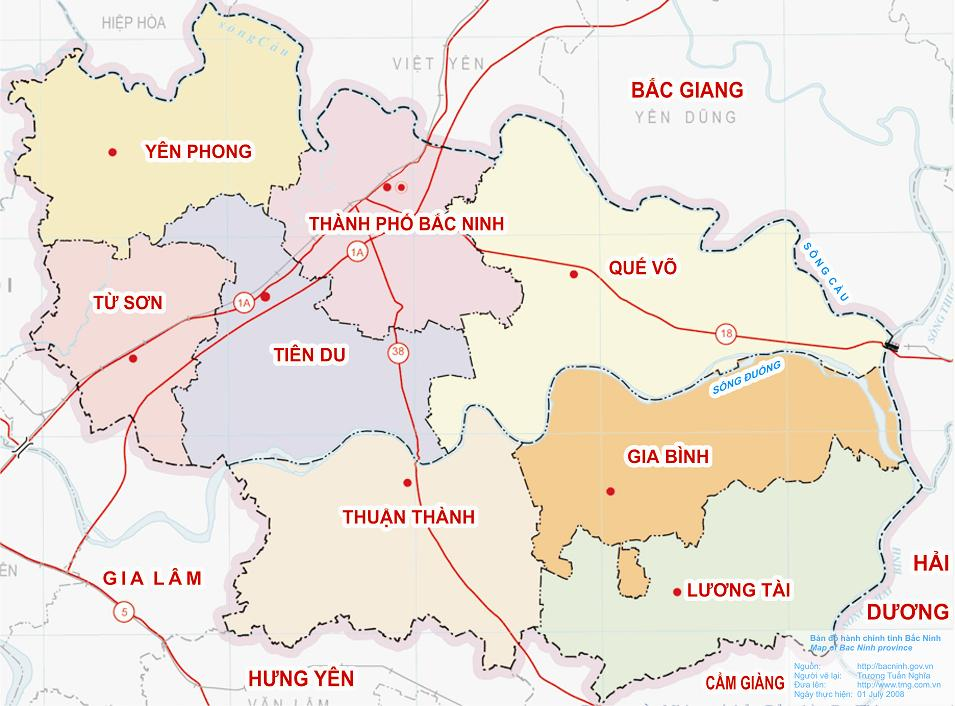
Verwaltungskarte der Provinz Bắc Ninh

Bắc Ninh (Hán Tự: 北寧, IPA: ɓɐk35 niɲ33) ist eine Provinz (tỉnh) im Norden Vietnams. Der Name bedeutet etwa „Nördliche Gelassenheit“ oder „Heiterkeit des Nordens“ und stammt von der Provinz-Hauptstadt Thành phố Bắc Ninh.

## Lage, Demographie und Klima

Logo der Provinz Bắc Ninh

Im Osten grenzt die Provinz an Vietnams Hauptstadt Hanoi, des Weiteren an die Provinzen Bắc Giang, Hưng Yên, Hải Dương und Vĩnh Phúc. Durchflossen wird sie von Sông Cà Lồ, Sông Cầu, Sông Thái Bình und Sông Đuống. Bắc Ninh ist nach der Fläche die kleinste Provinz Vietnams und hat eine der höchsten Bevölkerungsdichten des Landes.
In der Provinz leben verschieden ethnische Gruppen, deren Hauptanteil die Việt/Kinh stellen. Weiter leben dort kleinere Gruppen der Tày, Nùng und Mường. Der jährliche Niederschlag liegt zwischen 1.400 und 1.600 mm, die mittlere Temperatur bei 23,3 °C und die mittlere relative Feuchtigkeit bei 79 %.

## Geschichte
Historisch gilt die Region im Herzen des Deltas des Roten Flusses als eine der Wiegen der vietnamesischen Kultur.
Im legendären Reich Văn Lang (Hán tự: 文郎) des Stammes Lạc Việt trug die Region Bắc Ninh den Namen Vũ Ninh. 257 v. Chr. schlug Thục Phán (蜀泮, Herrschername An Dương Vương) aus dem Stamm Âu Việt bei Phật Tích den letzten der 88 Hùng-Könige aus der Hồng Bàng-Dynastie Văn Langs. Daraufhin vereinigte er Văn Lang mit seinem Land Tây Âu und gründete das Königreich Âu Lạc.

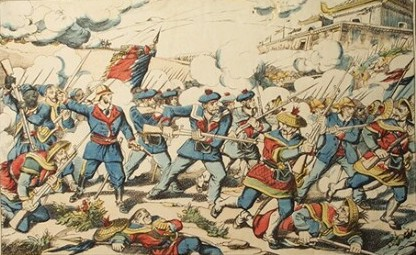
Schlacht von Bắc Ninh 1884

Bắc Ninh ist die Heimatprovinz der Lý-Dynastie (1009–1225), deren erster Herrscher Lý Thái Tổ (974–1028) in der Pagode Cổ Pháp Điện bei der Gemeinde Đình Bảng erzogen wurde. Im Lý-Song-Krieg zwischen Đại Việt und der chinesischen Song-Dynastie wehrte General Lý Thường Kiệt 1077 am Fluss sông Như Nguyệt, einem Abschnitt des sông Cầu nördlich von Bắc Ninh, den Feldzug des chinesischen Kaisers Shénzōng unter General Quách Quỳ ab.
Die Provinz liegt im Zentrum des historischen Gebietes Kinh Bắc. Unter diesem Namen waren Regionen der heutigen Provinzen Bắc Giang und Bắc Ninh ab 1490 Provinz im Reich Đại Việt unter König Lê Thánh Tông (1442–1497). Diese Epoche wird auch als das „goldene Zeitalter“ Vietnams bezeichnet.
Im Konflikt mit der Nguyễn-Dynastie 1862–1864 siegte Bà Ba Cai Vàng und übernahm der Herrschaft über Bắc Ninh, Bắc Giang und Hưng Yên. Vom 6. bis 24. März 1884 war die Stadt Bắc Ninh Schauplatz der Schlacht von Bắc Ninh. Während ihres Tonkin-Feldzuges von 1883 bis 1886 schlugen dort die Franzosen eine entscheidende Schlacht gegen vietnamesische Kräfte, die Schwarzflaggen-Partisanen (Pavillons noirs) von Liu Yongfu (Lưu Vĩnh Phúc) und chinesische Armeen aus Guangxi und Yunnan.
In den Jahren 1894 bis 1909 dehnte sich der Bauern-Aufstand gegen die französischen Kolonialherren, der um 1884 im 50 km nördlich gelegenen Yên Thế begonnen hatte, auch auf das Gebiet von Bắc Ninh aus. Die Aufständischen wurden vom „Tiger von Yên Thế“, Hoàng Hoa Thám, angeführt (bekannt auch als Trương Văn Thám oder Đề Thám). Mit dessen Ermordung am 10. Februar 1913 bei Yên Thế brach der Aufstand zusammen.

## Administrative Gliederung
Die Provinz ist in die Provinzstadt (thành phố) Bắc Ninh, die Stadt (thị xã) Từ Sơn und in folgende sechs ländliche Bezirke (huyện) unterteilt: Gia Bình, Lương Tài, Quế Võ, Thuận Thành, Tiên Du und Yên Phong. Von 1962 bis 1996 waren Bắc Ninh und die benachbarte Provinz Bắc Giang als Provinz Hà Bắc vereinigt. Der ISO 3166-2-Code für Bắc Ninh ist VN-56. Die Telefon-Vorwahl ist +84 (0) 241, die Postleitzahl 22xxxx und das Kfz-Kennzeichen 99.

## Infrastruktur und Wirtschaft
Die mehr als 20 Industrie-Zonen in der Provinz werden von der Bac Ninh Industrial Zones Authority in der Ly Thai To Nr. 10 in TP Bắc Ninh koordiniert. Die Schweizer Sika AG betreibt seit 2012 in der Industriezone Bac Ninh des Konsortiums Vietnam Singapore Industrial Park (VSIP) eine Produktionsstätte für Betonzusatzmittel, die 2018 für die Herstellung von Fertigmörtel erweitert wurde.

## Sehenswürdigkeiten
Als traditionelle vietnamesische Kunstform sind die Holzschnittdrucke namens Tranh Đông Hồ bekannt, die zum vietnamesischen Neujahrsfest Tết Nguyên Đán in den Wohnungen aufgehängt werden. Sie sollen zu diesem Anlass, ähnlich wie die Kirschblütensträucher und andere Dekorationen, Glück im neuen Jahr gewährleisten. Ihren vietnamesischen Namen tragen die Neujahrsbilder nach dem Dorf Đông Hồ in der Gemeinde Song Hồ, Distrikt Thuận Thành, etwa 40 Kilometer nordöstlich von Hanoi. Dies ist das bekannteste der Handwerksdörfer, die diese Bilder produzieren, denn nur hier werden die Drucke aus regionalen, natürlichen Materialien hergestellt und diese Rezepturen seit Jahrhunderten als Geheimnis weitergegeben. Jährlich werden über eine halbe Million Bilder hergestellt.

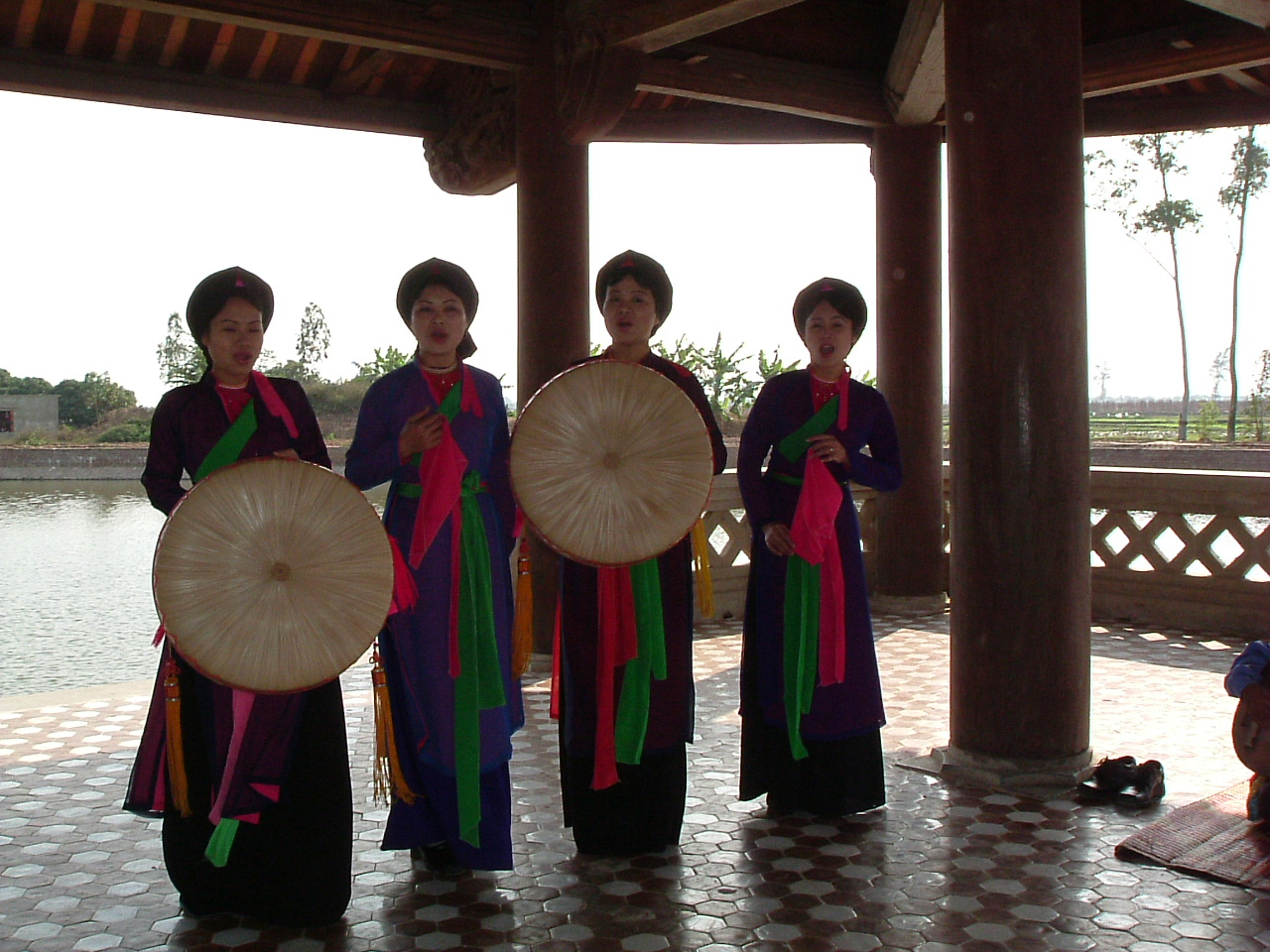
Quan họ-Ensemble am Lý Bát Đế-Schrein

Die Provinz ist Ursprung des Quan họ-Gesanges, ein improvisierter, ursprünglich unbegleiteter Gesang in Dialogform oft zwischen einem unverheirateten Mann und einer unverheirateten Frau. Dieses Ritual hatte früher eine hohe Bedeutung bei der Anbahnung einer Hochzeit. Quan Họ ist eine der ältesten noch erhaltenen Musikformen Vietnams und steht seit 2009 auf der UNESCO-Liste der Meisterwerke des mündlichen und immateriellen Erbes der Menschheit.
Der Lý-Bát-Đế-Schrein (vietnamesisch: Đền Lý Bát Đế, auch Đền Đô oder Cổ Pháp Điện) ist ein buddhistischer Schrein zur Anbetung von acht Kaisern der Lý-Dynastie. Er steht in der Gemeinde Đình Bảng im Bezirk Từ Sơn und liegt etwa 20 km nordöstlich von Hanoi. Der erste Herrscher der Lý-Dynastie, Lý Thái Tổ, wurde in dieser Pagode mit dem damaligen Namen Cổ Pháp Điện erzogen. In der Haupthalle stehen Statuen von Lý Thái Tổ und Lý Thái Tông als den ersten Kaisern dieser Dynastie. Vor den Gebäuden liegt ein als Halbmond geformter See. In einem Thủy Đình genannten Pavillon, der auf einer kleinen Insel steht, treten Quan Họ-Ensembles auf und wird Wasser-Marionettentheater gespielt. Zum Tempelfest vom 12.–16. Tag des zweiten Mondmonats kann man außerdem Drachentänze, Ring- und Hahnenkämpfe erleben. Im Bezirk Từ Sơn lohnen auch das um 1700 gebaute Gemeindehaus in Đình Bảng und die Pagode Chùa Dận einen Besuch.
In der Gemeinde Phật Tích im Bezirk Tiên Du liegt am südlichen Hang des Berges Tích (auch Lạn Kha) die bekannte Pagode Chùa Phật Tích (Phật Tích tự, 佛跡寺 oder Vạn Phúc tự 萬福寺). Dort steht eine Buddha-Statue aus der Lý-Dynastie. Am 24. Tag des dritten Mondmonats wird um die Pinselturm-Pagode (Chùa Bút Tháp) mit dem fünfstöckigen Bảo Nghiêm-Turm, gelegen am Đuống-Fluss in der Gemeinde Đình Tổ, Bezirk Thuận Thành, das Pagoden-Fest gefeiert. Bekannt sind auch das Fest in Đồng Kỵ, einem Tischlerdorf in der Gemeinde Đồng Quang, Bezirk Từ Sơn und das Lim-Fest Hội Lim, das in Lim, Distrikt Tiên Du, ab dem 13. Tag des Lunarkalenders nach Überlieferungen der Kinh Bắc-Kultur gefeiert wird. Am selben Tag wird im Dorf Cô Mễ, Bezirk Vũ Ninh, im Tempel Đền Bà Chúa Kho, der als Kultstätte für Bà Chúa Kho dient, das jährliche Fest gefeiert. Die Anrufung dieser Dame der Schatzkammer soll zu materiellem Reichtum führen.

## Galerie

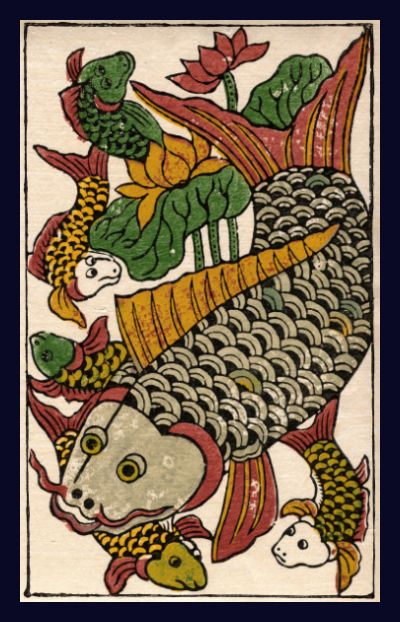
Tranh Đông Hồ-Druck
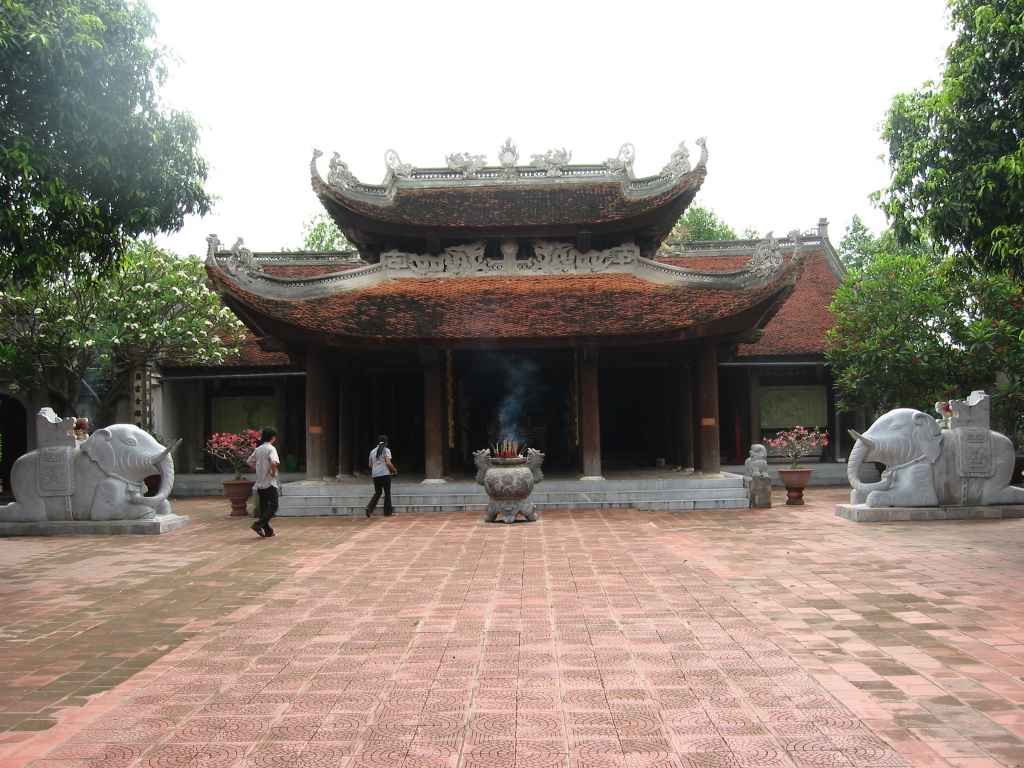
Der Tempel (Đền) Đô oder auch Lý Bát Đế-Schrein
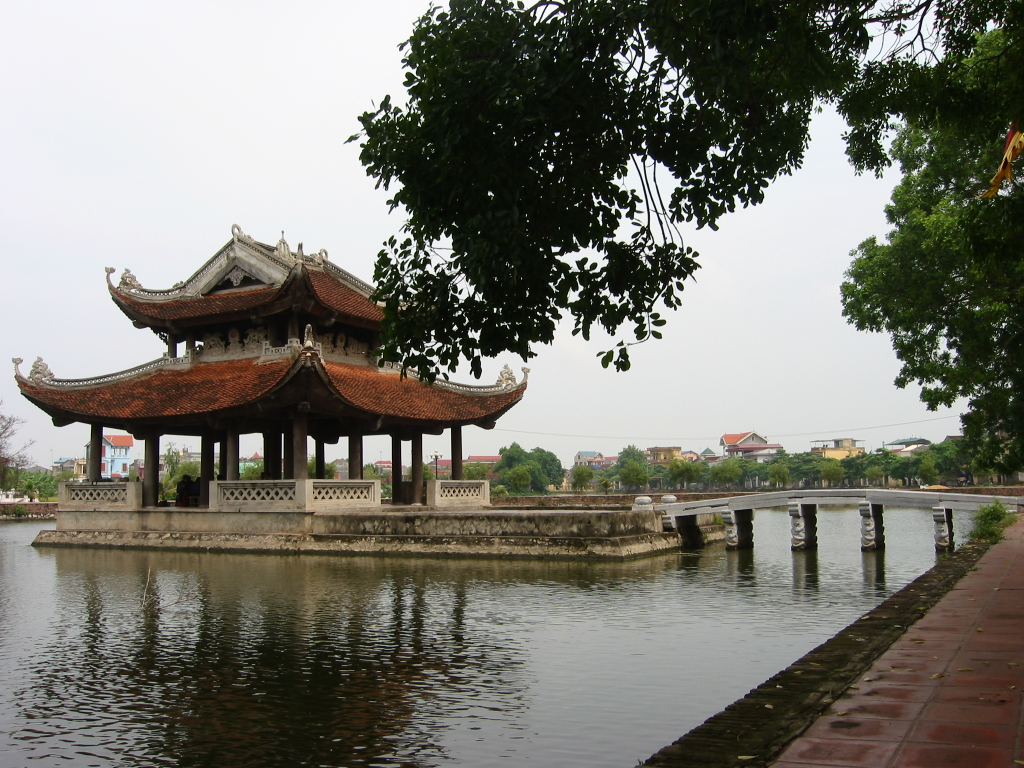
See vor dem Lý Bát Đế-Schrein
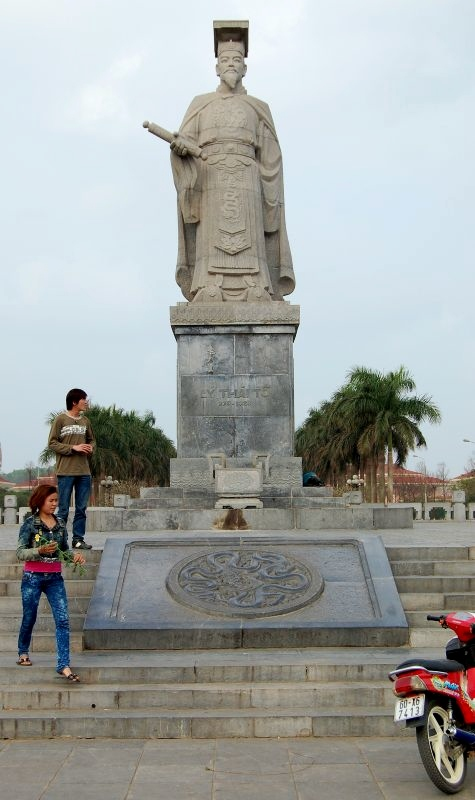
Statue von Lý Thái Tổ in tp. Bắc Ninh
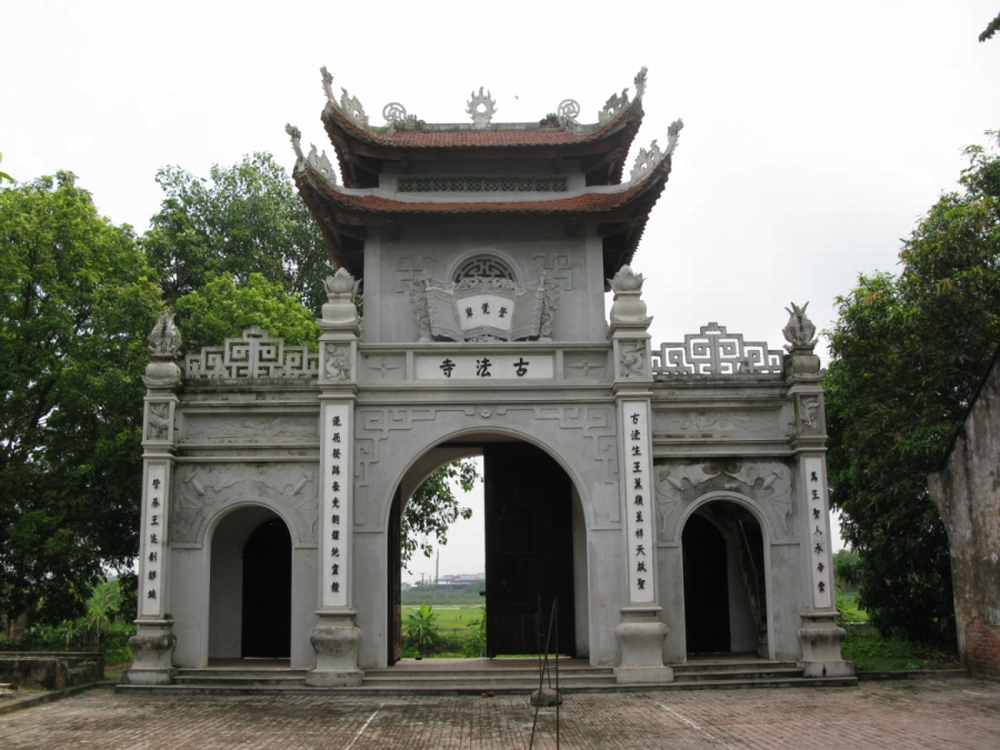
Dận-Pagode
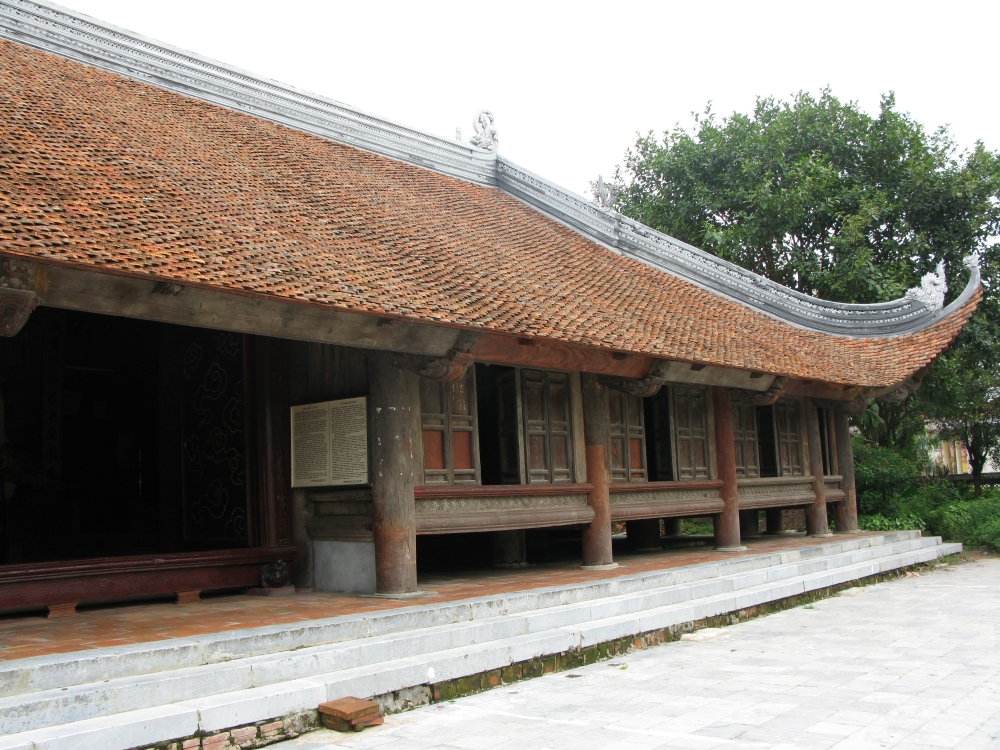
Gemeindehaus von Đình Bảng
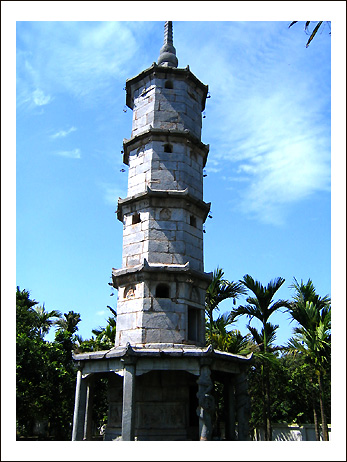
Der Bảo Nghiêm-Turm an der Pagode Bút Tháp
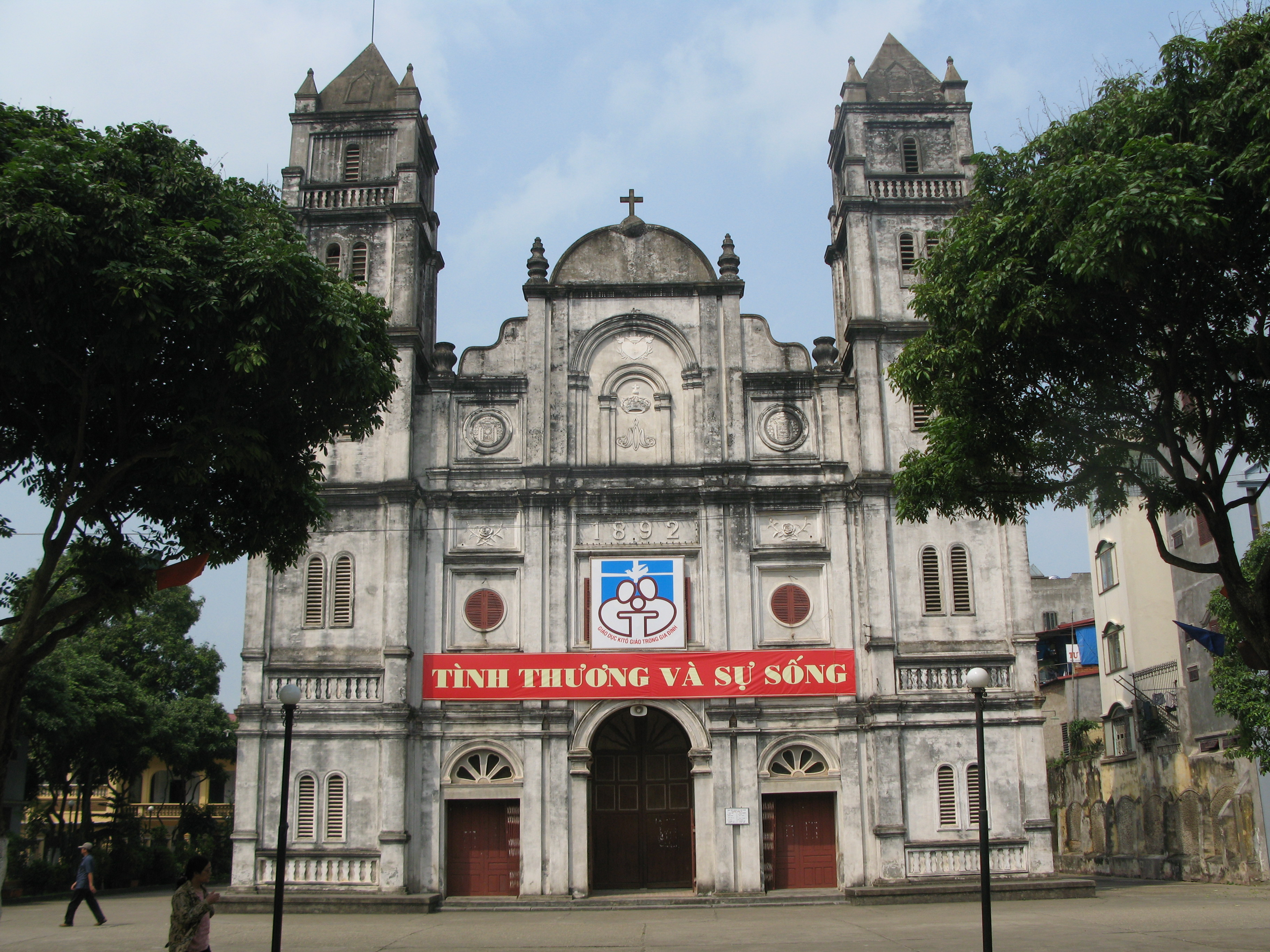
Kathedrale von Bắc Ninh
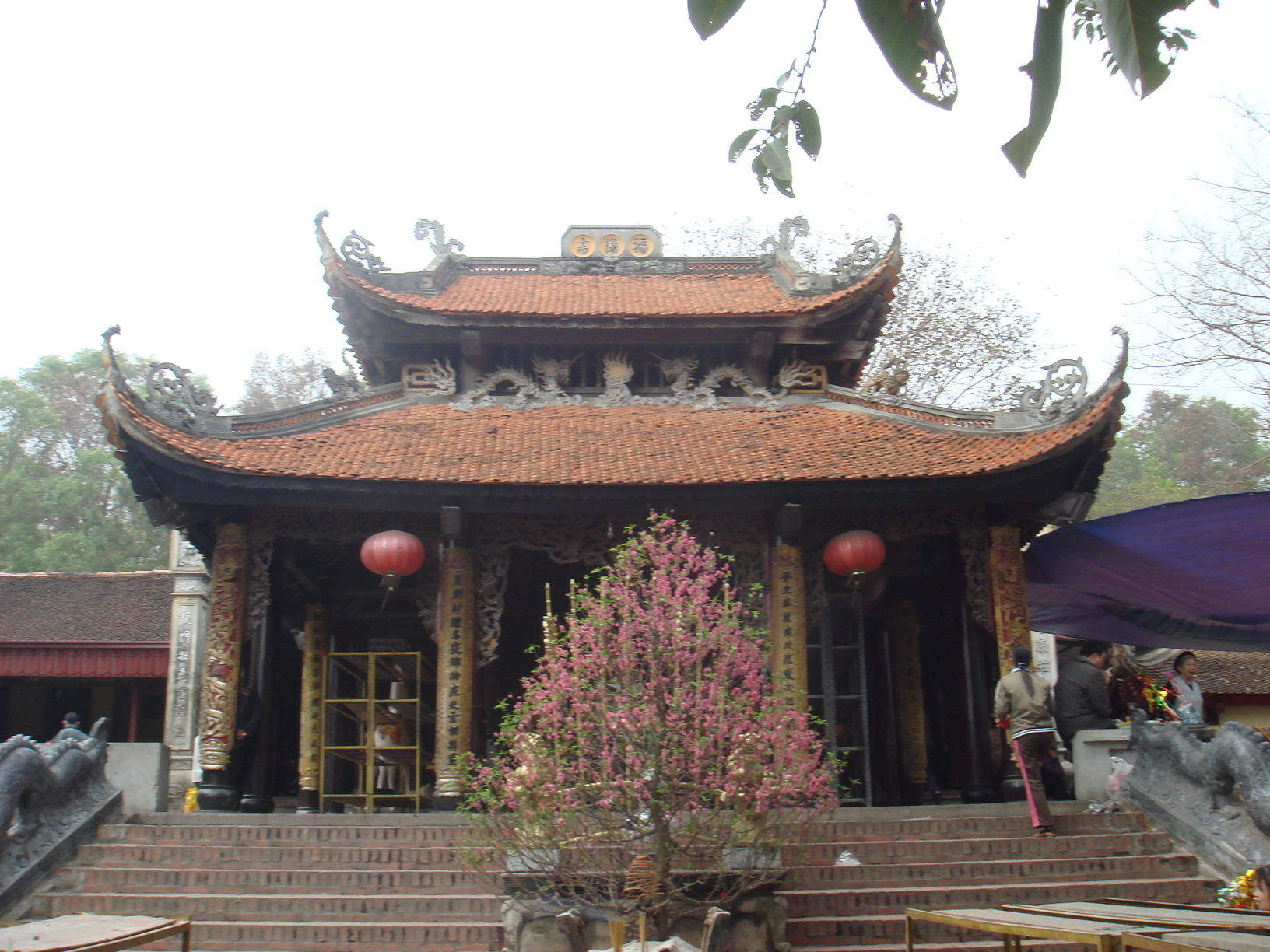
Đền zur Verehrung von Bà Chúa Kho im Dorf Cô Mễ, Bezirk Vũ Ninh
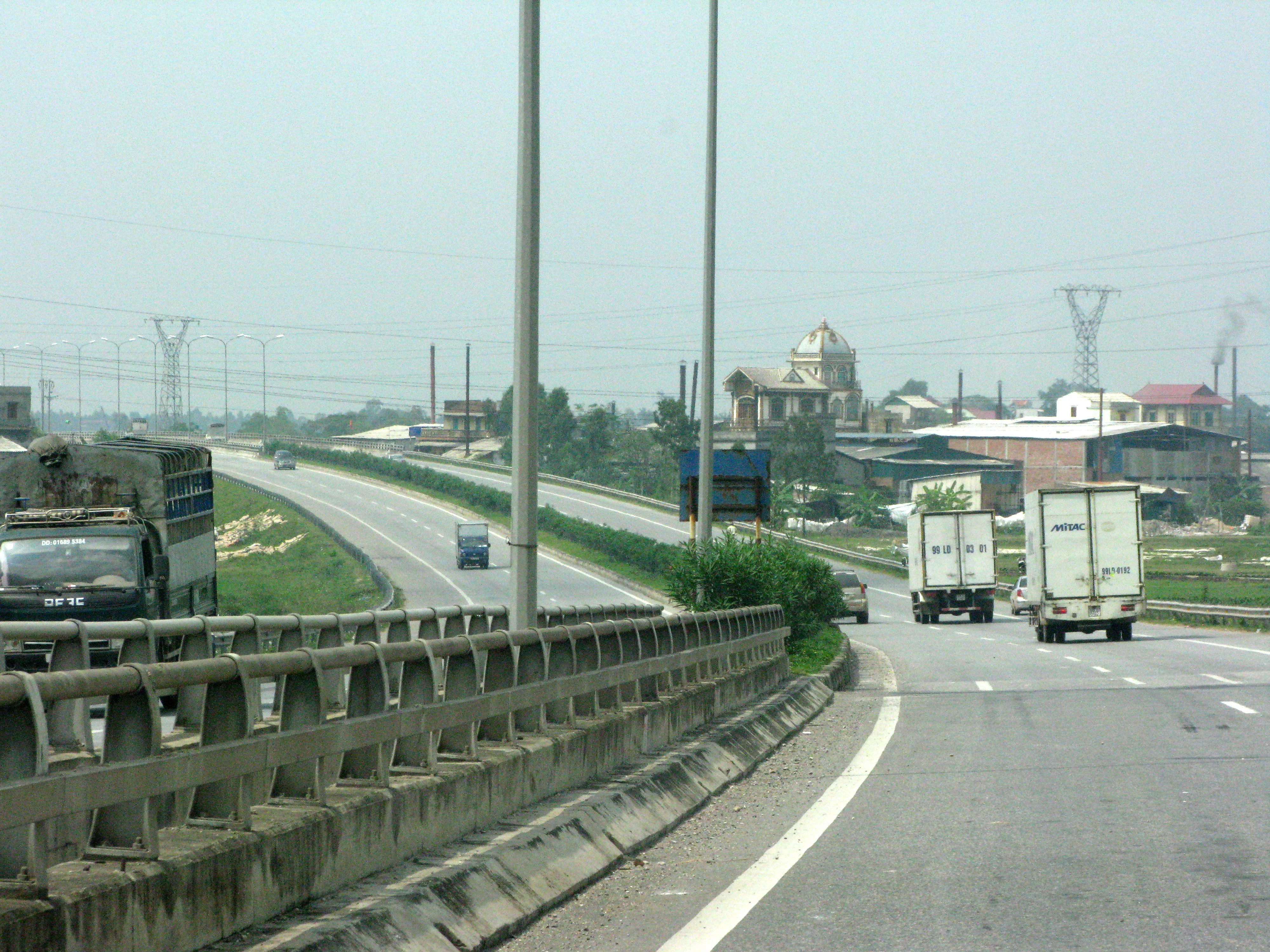
Nội Bài-Bắc Ninh Expressway (National Highway 18)
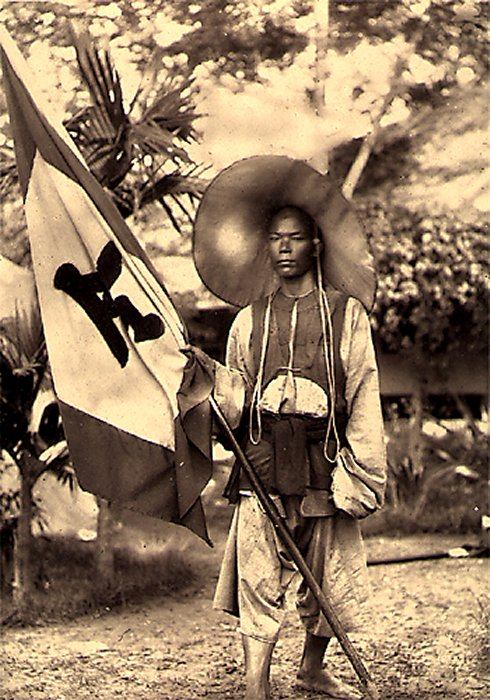
Soldat der Schwarzflaggen 1885
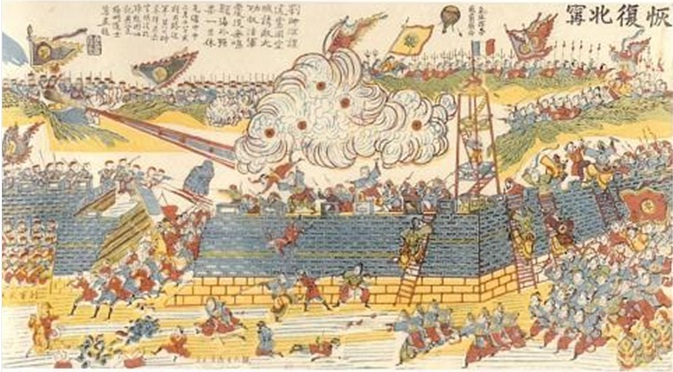
Vorübergehende Rückeroberung der Festung Bac Hinh durch die Chinesen 1884